# Hausdorff-Maß
Zur Bestimmung des Flächeninhalts einer {\displaystyle m}-dimensionalen Fläche im {\displaystyle n}-dimensionalen Raum {\displaystyle \mathbb {R} ^{n}} (mit {\displaystyle m<n}) gibt es in der Mathematik diverse Maße, die für alle Teilmengen des {\displaystyle \mathbb {R} ^{n}} definiert sind und auf den „anständigen“ (nicht entarteten) {\displaystyle m}-dimensionalen Flächen deren heuristischen Flächeninhalt ergeben. (Zu den „anständigen“ Flächen gehören insbesondere die Untermannigfaltigkeiten des {\displaystyle \mathbb {R} ^{n}}.)
Das bekannteste dieser Maße ist das {\displaystyle m}-dimensionale Hausdorff-Maß {\displaystyle {\mathcal {H}}^{m}}, benannt nach Felix Hausdorff; zur Veranschaulichung der Definition soll zunächst jedoch das {\displaystyle m}-dimensionale sphärische Maß {\displaystyle {\mathcal {S}}^{m}} erläutert werden.

## Definition des sphärischen Maßes
Zu einer Teilmenge {\displaystyle A} des {\displaystyle \mathbb {R} ^{n}} betrachtet man die Größen
{\displaystyle {\mathcal {S}}_{\varepsilon }^{m}(A)=\inf \left\{\sum _{i=1}^{\infty }\alpha (m)\left({\frac {1}{2}}\,\operatorname {diam} (B_{i})\right)^{m}\right|\left.A\subset \bigcup _{i=1}^{\infty }B_{i};\;B_{i}{\text{ Kugel im }}\mathbb {R} ^{n};\;\operatorname {diam} (B_{i})<\varepsilon \right\}}
für {\displaystyle \varepsilon >0}, wobei das Infimum über alle Überdeckungen {\displaystyle (B_{i})_{i\in \mathbb {N} }} von {\displaystyle A} durch abzählbar viele {\displaystyle n}-dimensionale Kugeln {\displaystyle B_{1},B_{2},}… im {\displaystyle \mathbb {R} ^{n}} mit Durchmessern (Diametern) {\displaystyle \operatorname {diam} (B_{i})<\varepsilon } gebildet wird. Hierbei ist {\displaystyle \alpha (m)} das Volumen der {\displaystyle m}-dimensionalen Einheitskugel (Kugel mit Radius 1) im {\displaystyle \mathbb {R} ^{m}}, gleichbedeutend mit dem {\displaystyle m}-dimensionalen Flächeninhalt des {\displaystyle m}-dimensionalen Einheitskreises im {\displaystyle \mathbb {R} ^{n}}. Der Formfaktor {\displaystyle \alpha (m)} sorgt für die richtige „Normierung“ des resultierenden Flächenmaßes. Die Summanden {\displaystyle \alpha (m)(\operatorname {diam} (B_{i})/2)^{m}} sind gerade die {\displaystyle m}-dimensionalen Flächeninhalte der Schnittmengen der Kugeln {\displaystyle B_{i}} mit durch deren Mittelpunkt verlaufenden {\displaystyle m}-dimensionalen Ebenen im {\displaystyle \mathbb {R} ^{n}}.
Das {\displaystyle m}-dimensionale sphärische Maß von {\displaystyle A} wird dann, vermöge zunehmender Kleinheit der Kugeln, definiert durch
{\displaystyle {\mathcal {S}}^{m}(A)=\lim _{\varepsilon \to 0}{\mathcal {S}}_{\varepsilon }^{m}(A).}
Die Verfeinerung der Kugelüberdeckungen durch gegen 0 gehende Durchmesser bewirkt eine zunehmende Annäherung der {\displaystyle m}-dimensionalen Äquatorialflächen der Kugeln an die Ausgangsfläche {\displaystyle A}.

## Definition des Hausdorff-Maßes
Zur Definition des Hausdorff-Maßes {\displaystyle {\mathcal {H}}^{m}} gelangt man, wenn statt der Kugeln alle Teilmengen des {\displaystyle \mathbb {R} ^{n}} bei den Überdeckungen zugelassen werden. Der Durchmesser von {\displaystyle B\subset \mathbb {R} ^{m}} ist definiert durch
{\displaystyle \operatorname {diam} (B)=\sup \,\left\{|x-y|\,:\,x,y\in B\right\}}
für {\displaystyle B\neq \emptyset } und {\displaystyle \operatorname {diam} (\emptyset )=0}, und man setzt entsprechend für {\displaystyle A\subset \mathbb {R} ^{n}}
{\displaystyle {\mathcal {H}}_{\varepsilon }^{m}(A)=\inf \left\{\sum _{i=1}^{\infty }\alpha (m)\left({\frac {1}{2}}\operatorname {diam} (B_{i})\right)^{m}\right|\left.A\subset \bigcup _{i=1}^{\infty }B_{i};\;B_{i}\subset \mathbb {R} ^{n};\;\operatorname {diam} (B_{i})<\varepsilon \right\},}
wobei hier das Infimum gebildet wird über alle Überdeckungen {\displaystyle (B_{i})_{i\in \mathbb {N} }} von {\displaystyle A} durch abzählbar viele (beliebige) Teilmengen {\displaystyle B_{1},B_{2},}… des {\displaystyle \mathbb {R} ^{n}} mit {\displaystyle \operatorname {diam} (B_{i})<\varepsilon }. Schließlich definiert man
{\displaystyle {\mathcal {H}}^{m}(A)=\lim _{\varepsilon \to 0}{\mathcal {H}}_{\varepsilon }^{m}(A)}
das metrische äußere Maß {\displaystyle {\mathcal {H}}^{m}}, das auch äußeres Hausdorff-Maß genannt wird. Die Einschränkung des Definitionsbereiches auf Carathéodory-messbare Mengen liefert das Maß {\displaystyle {\mathcal {H}}^{m}}.
Die Ausdrücke {\displaystyle {\mathcal {S}}_{\varepsilon }^{m}} und {\displaystyle {\mathcal {H}}_{\varepsilon }^{m}} sind selbst äußere Maße und haben durchaus bei gewissen Mengen verschiedene Werte – der Unterschied verschwindet in einigen „pathologischen“ Fällen auch nicht beim Grenzübergang {\displaystyle \varepsilon } gegen 0 –, jedoch liefern die beiden Maße {\displaystyle {\mathcal {S}}^{m}} und {\displaystyle {\mathcal {H}}^{m}} bei den rektifizierbaren (den „anständigen“) {\displaystyle m}-dimensionalen Mengen denselben Wert. Allgemein gilt die Ungleichung
{\displaystyle {\mathcal {H}}^{m}\leq {\mathcal {S}}^{m}\leq [2n/(n+1)]^{m/2}{\mathcal {H}}^{m}.}

## Zusammenhang mit der Flächenformel
Zur expliziten Berechnung des Hausdorff-Maßes einer parametrisierten Fläche {\displaystyle A=f(G)} mit einem Gebiet {\displaystyle G\subset \mathbb {R} ^{m}} und einer injektiven differenzierbaren Funktion {\displaystyle f\colon G\to \mathbb {R} ^{n}} findet die Flächenformel Anwendung:
{\displaystyle {\mathcal {H}}^{m}(A)=\int _{G}{\sqrt {\det(Df\,^{t}Df)}}\,\mathrm {d} {\mathcal {L}}^{m}.}
Dabei ist {\displaystyle {\sqrt {\det(Df\,^{t}Df)}}} die verallgemeinerte Jacobi-Determinante (Gramsche Determinante) von {\displaystyle f}, und {\displaystyle {\mathcal {L}}^{m}} bezeichnet das {\displaystyle m}-dimensionale Lebesgue-Maß (Volumenmaß) im {\displaystyle \mathbb {R} ^{m}}.

## Verallgemeinerungen
1. Analog verwendet man für „nicht-ganzzahlige Dimensionen“ {\displaystyle m} die obigen Definitionen von {\displaystyle {\mathcal {S}}^{m}} und {\displaystyle {\mathcal {H}}^{m}} mit {\displaystyle \alpha (m)=\Gamma (1/2)^{m}/\Gamma (1+m/2)}, wobei {\displaystyle \Gamma } die Gamma-Funktion bezeichnet. Die Hausdorff-Dimension einer Teilmenge {\displaystyle A} des {\displaystyle \mathbb {R} ^{n}} ist dann diejenige (eindeutig bestimmte) Zahl {\displaystyle m} mit {\displaystyle {\mathcal {H}}^{s}(A)=\infty } für alle {\displaystyle s<m} und {\displaystyle {\mathcal {H}}^{s}(A)=0} für alle {\displaystyle s>m}. Wegen der oben genannten Ungleichung spielt der Unterschied zwischen {\displaystyle {\mathcal {H}}^{m}} und {\displaystyle {\mathcal {S}}^{m}} bei der Bestimmung der Hausdorff-Dimension keine Rolle.
In den letzten Jahrzehnten kamen Fraktale in den Blickpunkt von populärwissenschaftlichen Medien. Fraktale sind Teilmengen des {\displaystyle \mathbb {R} ^{n}} mit gebrochener („fraktaler“) Hausdorff-Dimension; in der Öffentlichkeit werden Fraktale überwiegend als Mengen wahrgenommen, die sich neben ihrer fraktalen Dimension noch durch gewisse Selbstähnlichkeiten auszeichnen.
2. Die Definition des {\displaystyle m}-dimensionalen Hausdorff-Maßes bleibt ohne wesentliche Veränderungen gültig in jedem metrischen Raum anstelle des {\displaystyle \mathbb {R} ^{n}}; das Gleiche gilt für das {\displaystyle m}-dimensionale sphärische Maß. Dafür wird nur die Betragsfunktion in der Definition des Durchmessers durch die zugrundeliegende Metrik {\displaystyle d} ersetzt. Das heißt, aus {\displaystyle |x-y|} wird {\displaystyle d(x,y)}.